# Сухопутные войска Ливана
Ливанская Армия (араб. القوات البرية اللبناني‎) — структура вооружённых сил Ливана, основной задачей которой является подготовка сухопутных войск и войск ПВО. На вооружённые силы возложена задача защиты целостности государства от внешнего агрессора и поддержание конституционного строя внутри страны, ликвидация последствий стихийных бедствий, борьба с наркоторговлей.
Армия переводится на контрактную службу. Срок службы 3-10 лет. На службу могут приниматься женщины.

## Командование
Верховным главнокомандующим является президент.
Министром обороны является гражданское лицо. На сегодняшний день этот пост занимает Ильяс Мурр.
Командующий армией отвечает за боеспособность, управление, организацию войск.
Начальник генерального штаба отвечает за организацию управления соединениями, разработку планов развёртывания на случай агрессии, усиление структур МВД.
Высший военный совет обороны создан для принятия политических решений по вопросам обороны.

## Состав сухопутных войск
- 11 мотопехотных бригад

3800 человек
3 мотопехотных батальона
1 танковый батальон
артиллерийский дивизион
батальон обеспечения
инженерная рота
31 танк, 90 БТР, 18 орудий
- 1 бригада республиканской армии
- 1 бригада военной полиции
- 1 полк коммандос
- 5 полков специального назначения
- 1 десантно-штурмовой полк
- 1 отдельная горно-пехотная рота
- 2 отдельных артиллерийских дивизиона
- бригады поддержки, МТО, медицинская и военная полиция.

## Региональные штабы
- «Бекаа» — Аблах
- «Бейрут» — Бейрут
- «Горный Ливан» — Фаядия
- «Север» — Триполи
- «Юг» — Сайда

## Знаки различия

### Генералы и офицеры
| Категории               | Генералы          | Генералы      | Генералы | Старшие офицеры | Старшие офицеры | Старшие офицеры | Младшие офицеры | Младшие офицеры   | Младшие офицеры |
| ----------------------- | ----------------- | ------------- | -------- | --------------- | --------------- | --------------- | --------------- | ----------------- | --------------- |
|                         |                   |               |          |                 |                 |                 |                 |                   |                 |
| Ливанское звание        | فريق              | لواء          | عميد     | عقيد            | مقدم            | رائد            | نقيب            | ملازم أول         | ملازم           |
| Российское соответствие | Генерал-лейтенант | Генерал-майор | нет      | Полковник       | Подполковник    | Майор           | Капитан         | Старший лейтенант | Лейтенант       |

### Сержанты и солдаты
| Категории               | Подофицеры        | Подофицеры | Подофицеры | Сержанты и старшины | Сержанты и старшины | Сержанты и старшины | Сержанты и старшины | Солдаты  | Солдаты  |
| ----------------------- | ----------------- | ---------- | ---------- | ------------------- | ------------------- | ------------------- | ------------------- | -------- | -------- |
|                         |                   |            |            |                     |                     |                     |                     |          |          |
| Ливанское звание        | مؤهل أول          | مؤهل       | معاون أوّل  | معاون               | رقيب أوّل            | رقيب                | عريف أول            | عريف'    | جندي أول |
| Российское соответствие | Старший прапорщик | Прапорщик  | нет        | Старшина            | Старший сержант     | Сержант             | Младший сержант     | Ефрейтор | Рядовой  |

## Оружие и вооружение

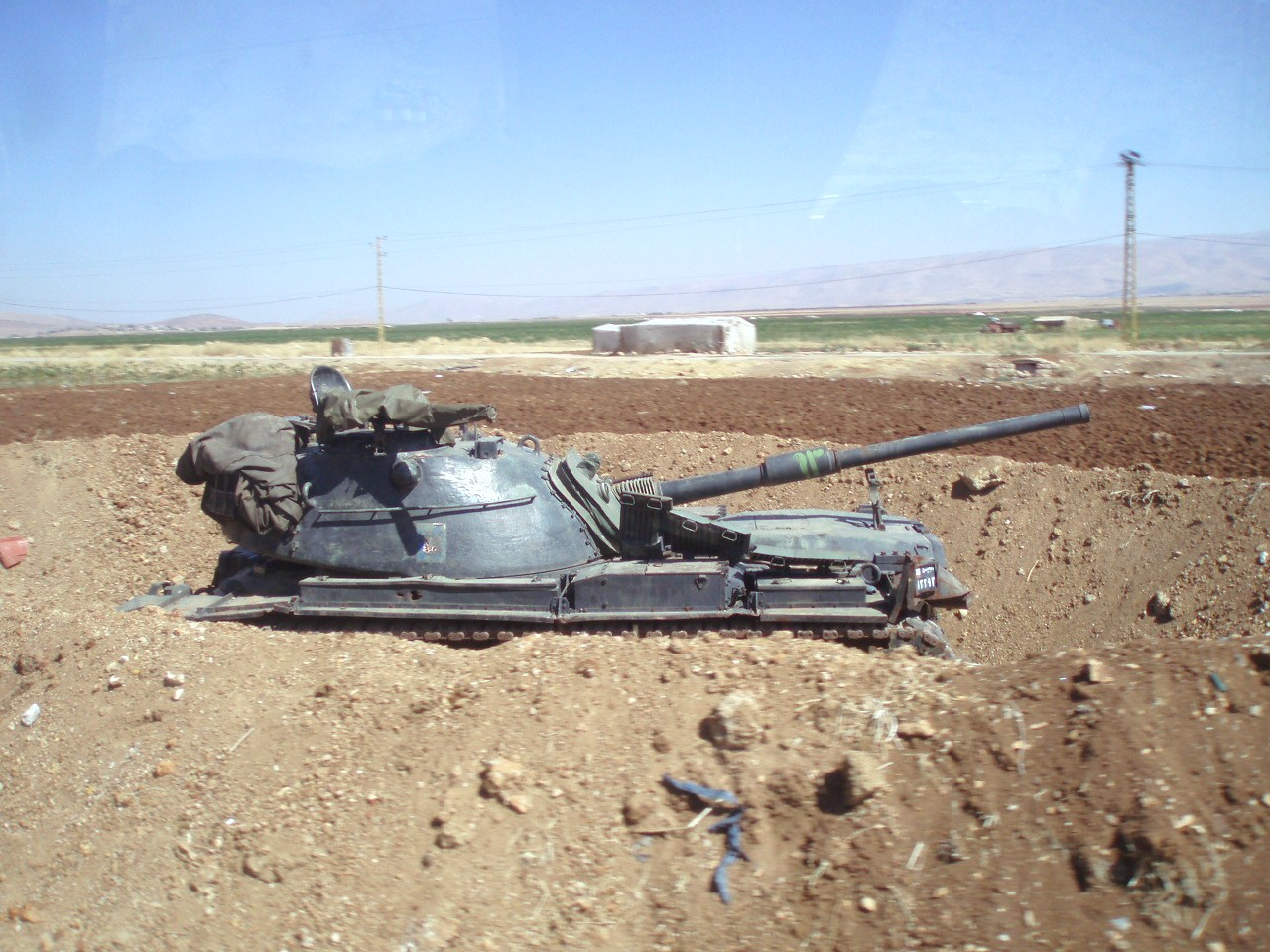
M48

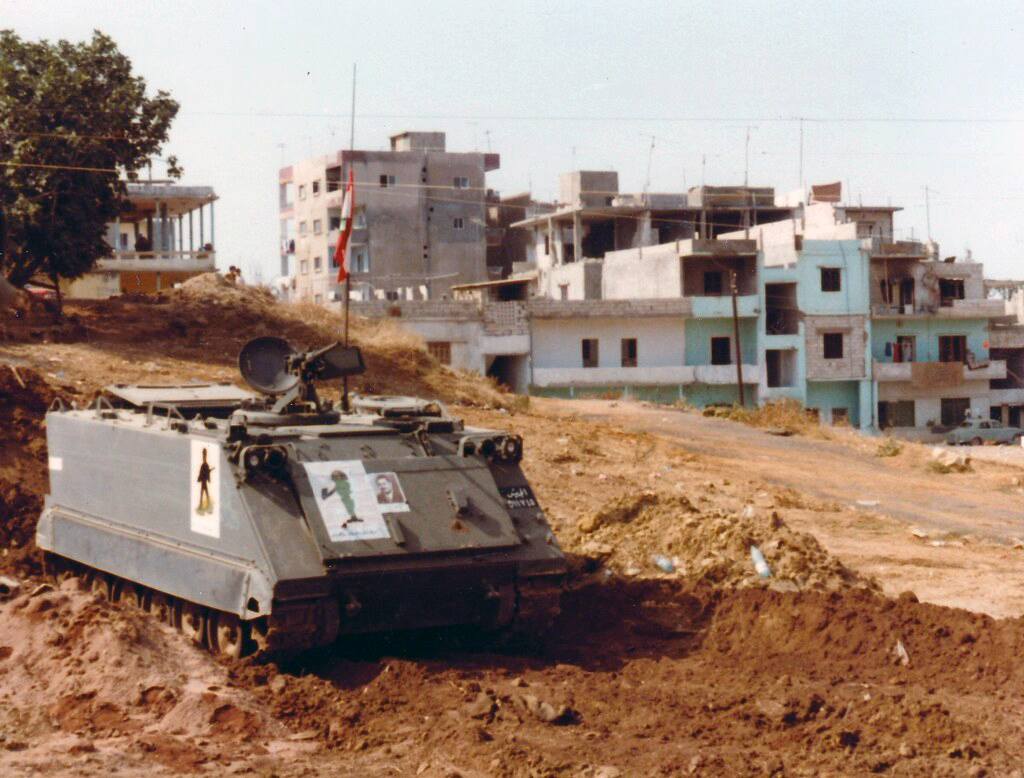
M113

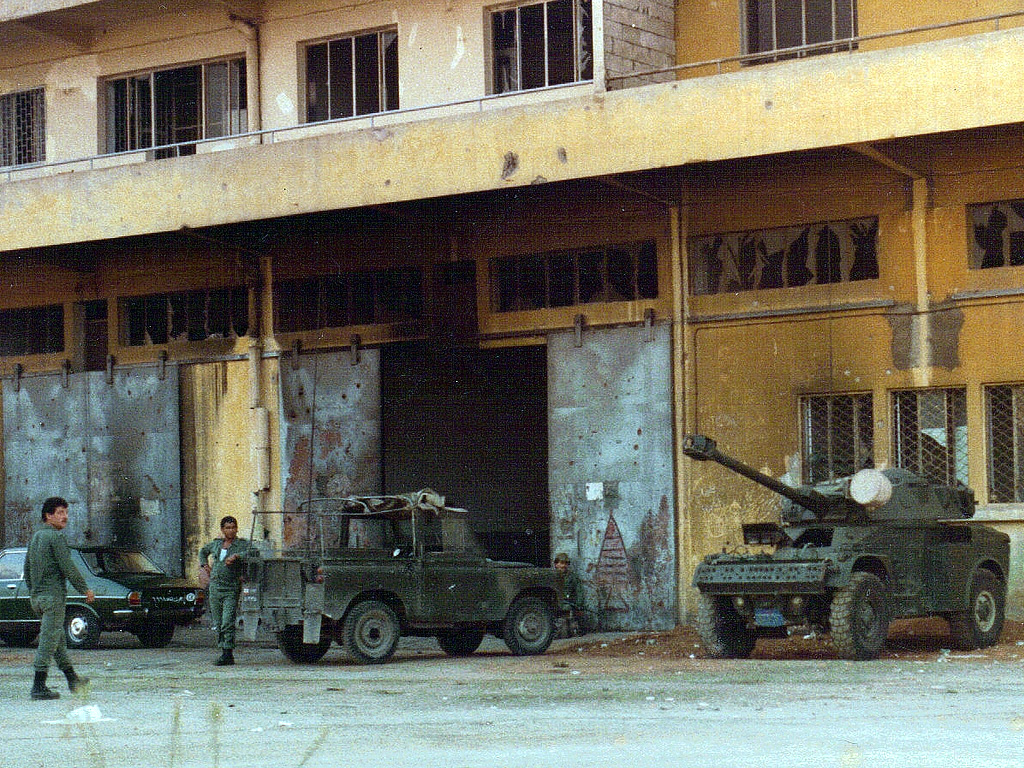
Land Rover Series и AML-90

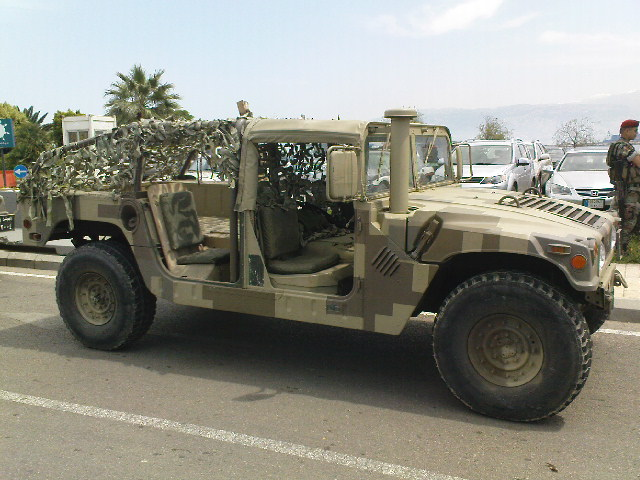
HMMWV

| M60A3                      | США                | основной боевой танк                 | 66   | 66 поставлено в 2008-2009г |
| M48A1/A5                   | США                | средний танк                         | 92   | 110 танков были поставлены США в 1983-1984 годы из запасов Национальной гвардии США, еще несколько танков были получены из Иордании в 2003 году |
| Т-55                       | СССР               | средний танк                         | 47   | |
| Т-54                       | СССР               | средний танк                         | 185  | |
| Бронетехника               |                    |                                      |      | |
| AIFV-B-C25                 | Бельгия            | боевая машина пехоты                 | 16   | |
| M113A1/A2                  | США                | бронетранспортёр                     | 1244 | различных вариантов |
| VAB                        | Франция            | бронетранспортёр                     | 86   | |
| Panhard AML                | Франция            | бронеавтомобиль                      | 55   | |
| Артиллерия                 |                    |                                      |      | |
| M101                       | США                | 105-мм гаубица                       | 13   | |
| М-30                       | СССР               | 122-мм гаубица                       | 26   | |
| Д-30                       | СССР               | 122-мм гаубица                       | 9    | |
| М-46                       | СССР               | 130-мм пушка                         | 15   | |
| Модель 50                  | Франция            | 155-мм гаубица                       | 14   | |
| M114A1                     | США                | 155-мм гаубица                       | 18   | |
| M198                       | США                | 155-мм гаубица                       | 106  | |
| БМ-21 «Град»               | СССР               | 122-мм РСЗО                          | 11   | |
|                            |                    | 81-мм миномёт                        | 134  | |
|                            |                    | 82-мм миномёт                        | 112  | |
| MO-120                     | Франция            | 120-мм миномёт                       | 29   | |
| Противотанковое вооружение |                    |                                      |      | |
| TOW                        | США                | ПТРК                                 | 12   | |
| «Милан»                    | Франция · Германия | ПТРК                                 | 26   | |
| М40A1                      | США                | 106-мм Безоткатное орудие            | 113  | |
| Средства ПВО               |                    |                                      |      | |
| Стрела-2 М                 | СССР               | переносной зенитно-ракетный комплекс | 83   | |
|                            |                    | 20мм Зенитное орудие                 | 20   | |
| ЗУ-23-2                    | СССР               | 23-мм спаренная зенитная установка   | 57   | |